# Modele struktury przestrzennej miasta
Modele struktury przestrzennej miasta są przedstawieniem procesów rozwoju i ich wpływu na kształtowanie się struktur przestrzennych. 
Szybkie rozprzestrzeniania się na wielką skalę zagrożeń związanych z rozwojem obszarów miejskich w XIX wieku, zaowocowało powstaniem teorii rozwoju struktury społecznej miast. Narastające problemy społeczne wykazały niezbędność interwencji władz miejskich. Spowodowało to konieczność przewidywania przeobrażeń struktur miejskich w celu odpowiedniego wykrywania nadchodzących (nieznanych, wynikających z niespotykanego nigdy wcześniej rozwoju gospodarczego i przemysłowego) zagrożeń. Do wykrywania wspomnianych problemów i poprawiania struktur miejskich, powstały modele struktury przestrzennej miasta. 

## Model koncentryczny miasta
Opracowany w Chicago przez Burgessa model koncentryczny miasta opierał się na koncepcji miasta jako pewnej sekwencji koncentrycznych stref otaczających obszar śródmiejski zwany centralnym obszarem działalności gospodarczej (Central Business District – CBD). 

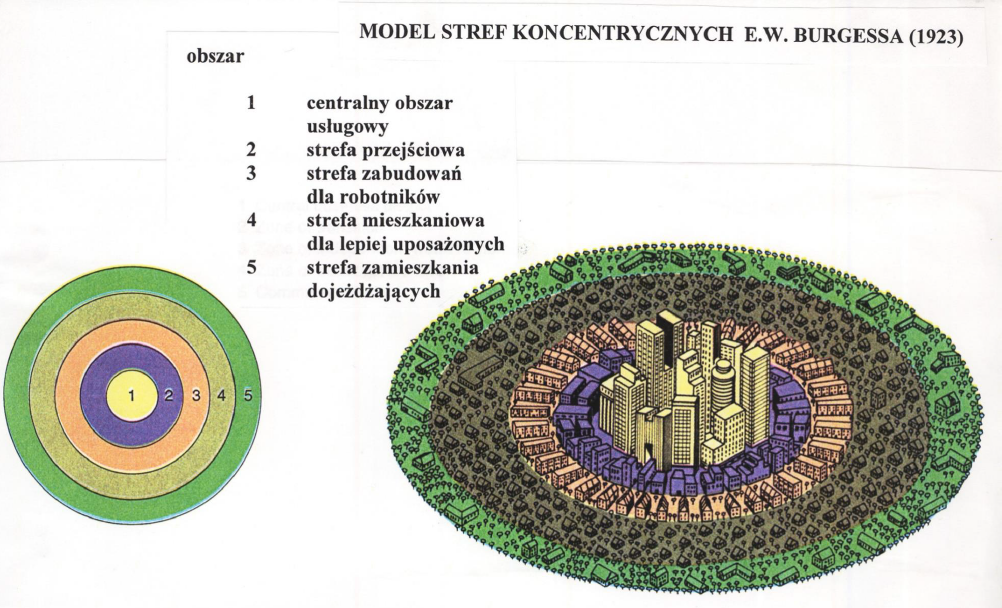
Model stref koncentrycznych Burgessa

Obszar centralny to ośrodek, wokół którego gromadziła się ludność. Tym ośrodkiem był port, ośrodek wymiany towarowej lub zakłady przemysłowe. W miarę jak miasto się rozwijało zaczynała powstawać druga strefa, która stanowiła obszary mieszkalne, zapewniająca lepsze warunki życia z dala od działalności gospodarczej. Z biegiem czasu następowała urbanizacja tych miejsc, powstawały firmy, rosły koszty życia. Następowało przemieszczenie miejsca zamieszkania do strefy 3, gdzie były lepsze warunki i więcej terenów. Strefę czwartą stanowiły podmiejskie dworki, strefa 5 miała charakter rolny. 
W modelu tym istniało 5 stref koncentrycznych:
- centralny obszar działalności gospodarczej (CBD) stanowiący centrum handlowe, usługowe, produkcyjne;
- strefa przejściowa, obejmująca obszary zabudowy mieszkaniowej o niskim standardzie przemieszanej z zakładami przemysłowymi;
- strefa mieszkaniowa, którą zamieszkuje ludność pracująca w centrum miasta;
- obszar zamieszkany przez klasy średnie, charakteryzujący się wysokim standardem zabudowy;
- obszar mieszkaniowy klas wyższych, jego znaczna odległość od centrum powoduje, że w celu dojazdu do pracy należy dysponować własnym środkiem transportu, są tu już tereny rolnicze.

Model klinowy (nazywany też modelem sektorowym) to model rozwoju miast zaproponowany w 1939 roku przez ekonomistę Homera Hoyta. Jest on modyfikacją modelu koncentrycznego.
Brak uwzględnienia odchyleń w poszczególnych strefach, Hoyt uznał za błąd Burgessa i zaproponował sektorowy model miasta. Założył, że miasta rozwijają się w formie sektorów, których przebieg opiera się na układzie promienistym. Strefy te są zróżnicowane funkcjonalnie. W tym ujęciu zakłady przemysłowe lokowane są w miejscach dogodnego transportu kolejowego lub kołowego. Ciągi komunikacyjne traktowane są jako główny czynnik miastotwórczy. Ponadto wewnątrz sektorów następują zmiany intensywności użytkowania, przy czym teren najintensywniej użytkowany znajduje się w pobliżu centrum. Dzielnice klasy robotniczej nie zajmują już terenu otaczającego centrum z uwagi na wysokie koszty, znajdują się tam mieszkania o wysokim standardzie.
Model ten powstaje zazwyczaj w wyniku podziałów klasowych, gdzie w wyniku grupowania się pewnych warstw społecznych nie powstają pierścienie, ale większe dzielnice. Najczęściej ludzie grupują się według typu miejsca pracy, osadnictwa, stopnia zamożności itp. Model ten wystąpił w Paryżu, gdzie dzielnice zachodnie są siedzibą klas średnich a na północy i wschodzie rozciągają się dzielnice robotnicze.

## Gwieździsty model korytarzowy
Jest pewna to odmiana modelu sektorowego. Jego koncepcja opiera się na stwierdzeniu, że rozwój miasta następuje wzdłuż linii transportowych, które stwarzają najlepsze warunki rozwoju przemysłu oraz lokalizacji usług i handlu. Wzdłuż tych korytarzy wykształcają się równoległe do nich strefy zamieszkane przez ludność uboższą, która lokalizuje się tam ze względu na łatwy dostęp do taniego transportu masowego i bliskości usług oraz miejsc pracy. Klasy średnie o wyższym poziomie dochodów zamieszkują w nieco odleglejszej strefie, która oddalona od transportu i centrum zapewnia lepsze warunki życia.
Na kształtowanie się miast według modelu korytarzowego miał rozwój systemów kolejowych w XIX w. Pierwsze aglomeracje w Polsce miały formę gwiazd, których ramiona rozwijały się wzdłuż linii kolejowych.

## Model wieloogniskowy
Opisany przez Harrisa i Ullmanna. Model ten opiera się na założeniu, że miasto nie musi wcale rozwijać się wokół jednego centrum w sposób koncentryczny czy sektorowy, lecz może tworzyć kilka niezależnych ośrodków.
Są 4 powody tego zjawiska:
- pewne funkcje wymagają specjalnych urządzeń, zasobów, terenów, które muszą być zlokalizowane poza centralnym ośrodkiem działalności;
- funkcje jednego rodzaju mają często tendencje do rozwijania się na jednym obszarze dzięki korzyściom zewnętrznym, istnieją więc tendencje do specjalizacji;
- niektóre funkcje i odpowiadające im elementy zagospodarowania znajdują się w sprzeczności np.: uciążliwy przemysł i bogate dzielnice mieszkaniowe;
- niektóre działalności nie są w stanie pokryć wysokich kosztów działania i tworzą niezależne ośrodki działania

Czynniki te powodują, że miasto może rozwijać się wokół kilku ośrodków centralnych.